# Financière Turenne Lafayette
Pour les articles homonymes, voir CCA et FTL.
La Financière Turenne Lafayette (FTL), ex-Comptoir Commercial Alimentaire (CCA), est une ancienne holding fondée par Monique Piffaut, qui regroupait de nombreuses sociétés agroalimentaires françaises, telles que William Saurin, Madrange, Paul Prédault, Jean Caby, Garbit, Henri Antoine Salaisons, Panzani, Pâtes Fraiches Luison, Union Biscuit, Tradition Traiteur, Som'Baker, Montagne Noire, Lorenzi, La Belle Chaurienne, Choucroute de Campagne, Gringoire Brossard.
La holding a été démantelée après la découverte d'une gigantesque escroquerie de plusieurs centaines de millions d'euros, les sociétés du portefeuille ont été vendues et rachetées par différents acquéreurs et sociétés opérants dans les mêmes secteurs d'activités.

## Historique

### Monique Piffaut
Monique Reifeisen, épouse Piffaut, est née le 24 avril 1938 à Bagnolet de parents d'origine juive autrichienne ; son père aurait été un riche négociant en chocolat fournissant les magasins Prisunic et Monoprix. Elle aurait fait ses études à HEC J-F et travaillé ensuite pour le bureau de comptabilité de Bernard Tapie à l'époque où celui-ci s'était mis à son compte comme repreneur d'entreprises en difficulté. Cette personnalité forte et déterminée, rare femme dans le milieu de l'agroalimentaire, majoritairement masculin, sera surnommée par la profession « Mamie Cassoulet ».

### Développement
En 1966, Monique Piffaut fonde à Paris le C.C.A . « Comptoir Commercial Alimentaire » qui est ensuite intégré au sein d'une holding baptisée « Financière Turenne Lafayette », basée à Paris, rue Lafayette, dont Monique Piffaut est l'unique actionnaire.
Dans les années 1990, Monique Piffaut se lance dans des investissements agroalimentaires à tout va, quand la société parisienne Comptoir du Chocolat et des Alcools (CCA) crée la filiale CCA Périgord pour initier ses investissements dans la région en commençant par les plats cuisinés de luxe Les Saveurs du Palais. Piffaut est alors gérante et actionnaire de CCA, et mène de front l'expansion de cette filiale. CCA Périgord reprend les biscuits Olibet, les conserveries Laforest, les fabricants de foie gras Auguste Cyprien et Muller (1995), et la conserverie Recapet de Sauveterre-de-Béarn (1995). En 1997, CCA réalise un chiffre d'affaires de 600 millions de francs pour 13 millions de bénéfices. Electropar France (EDF-Caisse des Dépôts) prend 20% de la Financière Turenne Lafayette en 1998. Cette année là, CCA rachète "Les Salaisons du Vexin" et vise un chiffre d'affaires total de 800 millions de francs.
En 2001, la Financière Turenne Lafayette (FTL), structurée en trois pôles — les plats cuisinés, la charcuterie et le traiteur frais —, reprend les marques et entreprises William Saurin, Garbit et PetitJean auprès de PAI Partners. F.T.L acquiert l'entreprise spécialisée dans le jambon Paul Prédault en 2003,, le site de pâtisseries industrielles Gringoire Brossard en 2006, les pâtes et quenelles GBS en 2007, la salaison Montagne Noire et Henri Antoine Salaisons à Vallangoujard en 2010, puis le charcutier Madrange à Feytiat en 2011.
En janvier 2013, La Financière Turenne Lafayette est radiée du registre du commerce et des sociétés. Monique Piffaut poursuit néanmoins ses opérations d'acquisitions.
En 2015, elle acquiert les usines de Lampaul-Guimiliau et Ergué-Gabéric de la marque Jean Caby.
Selon la revue Challenges, en moins de trente ans, Piffaut a constitué un groupe d'1 milliard d’euros de chiffre d’affaires, employant près de 3 500 salariés sur 21 sites industriels. Elle possède à Paris de très nombreux immeubles qu'elle loue, et qui lui rapportent des revenus supérieurs à ceux de ses usines.

## Décès de la fondatrice et découverte de comptes truqués
Gorgée de piqûres de morphine pour atténuer les souffrances d'un cancer du pancréas incurable en phase terminale, Monique Piffaut, unique actionnaire du groupe qu'elle a fondé, meurt le 30 novembre 2016, âgée de 78 ans, sans descendance directe. Plus de trois cents personnes assistent à ses obsèques le 8 décembre au cimetière juif de Bagneux.

« Descendante d’une famille juive originaire d’Autriche, elle s’amusait d'elle-même, qu’une « israélite » comme elle se qualifiait, produisit du jambon pour toute la France. Elle avait tardivement renoué avec la foi de ses parents guidée par l’une de ses collaboratrices. Farouchement indépendante, féministe de caractère, elle s’inventait parfois des aventures rocambolesques d’ancienne espionne pour le Mossad. »

— Jean-François Arnaud
Le magazine Capital avait classé en 2013 sa fortune comme étant la 136e de France avec 380 millions d'euros. L'ensemble de ce capital devait être transféré dans une fondation d'aide à l'enfance,.
Un cadre du groupe, Éric Le Gouvello, est nommé le 9 décembre 2016, directeur général, pour lui succéder après sa mort. Fin décembre, après recherches approfondies, études et vérifications, aidés par plusieurs membres de la comptabilité du groupe, celui-ci découvre et révèle de très nombreuses anomalies dans les comptes du groupe, qui emploie 3 200 personnes et 1 500 intérimaires.

« Il révèle des Manipulations en tous genres…
Fausses factures, faux stocks de produits, appuis politiques, drame personnel cousu de fil blanc, colères mémorables et rabibochages express, fortune inexistante, passé héroïque, chien mascotte… etc. La femme d'affaires a laissé derrière elle un chapelet inédit de tranches de vie sans apparente cohérence générale. Une vie de mensonges qu'elle aura réussi à préserver jusqu'au bout, dans une forme de déni et malgré toutes les exhortations des très rares cadres du groupe, au courant de ses pratiques frauduleuses, à avouer sa supercherie. »

— Olivia Détroyat
Éric Le Gouvello n'a pas d'autre choix que de démanteler rapidement le groupe : le montant des transactions frauduleuses s'élève, en effet, à plus de 300 millions d'euros, sur un chiffre d'affaires non consolidé de près d'un milliard toutes filiales confondues.
Fin 2016, l'État français alerté, évite la liquidation judiciaire du groupe, en débloquant 70 millions d'euros afin de maintenir l'activité, le temps de trouver des repreneurs.
En juin 2017, la Cooperl acquiert la division charcuterie de "Financière Turenne Lafayette" comprenant les marques Paul Prédault, Lapaulaise de Salaisons, Madrange et Montagne Noire. En juillet 2017, Géo Ablis, entreprise de traiteur appartenant à Turenne Lafayette dépose le bilan ; la plupart des autres activités sont vendues : les pâtes fraiches à Pastacorp, les plats cuisinés et les marques William Saurin, Garbit ou La Belle Chaurienne à Cofigeo et à la coopérative Arterris.
En février 2018, Som’ Baker, la dernière filiale du groupe "Financière Turenne Lafayette", est reprise par Arc Food Invest : cette opération met fin définitivement à la holding telle qu'elle était avant la mort de Monique Piffaut.
Hadrien Dubois-Dahl, dirigeant spécialisé dans l'acquisition et le redressement de sociétés agroalimentaires en difficultés, devient propriétaire de la marque Financière Turenne Lafayette.
Le 8 avril 2019, le parquet de Paris ouvre une information judiciaire contre « X » en visant une longue liste de délits présumés, notamment abus de biens sociaux, escroquerie, présentation de comptes inexacts, faux et usage de faux, dissimulation de la véritable situation de l'entreprise.
Pierre Maraval publie en septembre 2019 Madame Piffaut, reine des escrocs. Selon la présentation qu'en fait Jean-Luc Barberi dans L'Express,

« Se frayant un passage parmi les innombrables mensonges, affabulations et calculs cyniques de celle que l'on surnommait "Mamie Cassoulet" dans la presse économique, l'auteur met au jour, chapitre après chapitre, les misérables secrets personnels, mais aussi le cynisme et la dureté d'une femme solitaire et misanthrope. […] Dans son dernier tiers, l'ouvrage prend la forme d'une investigation serrée, démontrant que Monique Piffaut ne serait sans doute restée au stade d'une commerçante truquant ses comptes, si elle n'avait pas été portée par les dérives des années Tapie, le cynisme de la grande distribution et l'avidité des grands banquiers. Car l'intéressée n'a pas agi seule. Derrière son parcours, on découvre les tristes fantômes des années fric comme la SdBO et le Crédit Lyonnais. Autour d'elle, des gestionnaires peu scrupuleux encouragent la fuite en avant de la Financière Turenne Lafayette, servie aussi par la naïveté des pouvoirs publics toujours prompts à fermer les yeux sur la réalité des chiffres, au nom de la sauvegarde de l'emploi. »

— Jean-Luc Barberi
Les auditeurs, qui n'avaient pas vu que Monique Piffaut truquait ses comptes, laissant à sa mort une dette de 300 millions d'euros, écopent en février 2021 d'une amende de 400 000 euros pour Mazars et de 50 000 euros pour PwC Audit décidée par le Haut Conseil du commissariat aux comptes. 
Les deux cabinets forment alors un recours devant le Conseil d'Etat qui rend sa décision le 18 décembre 2023. Les peines sont finalement alourdies : Mazars est condamné à 800 000 euros d'amende et PwC Audit à 300 000 euros.